# Skirners Bjerge
Skirners Bjerge är en nunatak i Grönland (Kungariket Danmark).   Den ligger i kommunen Sermersooq, i den södra delen av Grönland, 500 km öster om huvudstaden Nuuk. Toppen på Skirners Bjerge är 1 916 meter över havet, eller 98 meter över den omgivande terrängen. Bredden vid basen är 2,2 km.